# Tim Barker
Pas d'image ? Cliquez ici

a Compétitions nationales et continentales officielles uniquement.

Dernière mise à jour le 28 août 2018.
Tim Barker,né le 19 juin 1981, est un joueur de rugby à XV irlandais. Il évolue au poste de deuxième ligne (1,98 m et 115 kg).

## Carrière
Tim Barker joue au Castres olympique lors de la saison 2007-2008. Il a joué avec la province de l'Ulster en Coupe d'Europe et en Celtic league. Il a débuté en 2003-2004 dans ce club avant de jouer pendant deux ans avec les Glasgow Warriors.